# Иван Манолов (поет)
Вижте пояснителната страница за други личности с името Иван Манолов.
Иван Манолов Димитров е български поет, корабен механик, конструктор и директор на транспортна фирма.

## Биография

### Образование
Иван Димитров е роден на 30 март 1961 г. в село Добрина, днес квартал на град Провадия, Варненско. Завършил е началното си образование в с. Добрина. Преместил се е заедно със семейството си в с. Страшимирово, Варненско, а през 1978 г. в гр. Варна. Основното си образование завършва в с. Езерово. Учи в строителен техникум „Васил Левски“ специалност „Геодезия и картография“, където през 1979 г. завършва средното си образование. Приет е във ВВМУ „Н. Й. Вапцаров“ специалност „Корабни машини и механизми“, което завършва през 1984 г.

### Професионално развитие и кончина
Започва трудовия си стаж в Параходство „Български морски флот“ като механик от 24 октомври 1984 г. до 20 януари 1987 г. От 1 февруари 1987 г. работи като конструктор, а впоследствие и като научен сътрудник в НПК „Черно море“, Институт „Електрон“.
На 27 юни 1994 г. започва работа в транспортна фирма „Ню Шанс“ АД – София като заместник, а по-късно и като изпълнителен директор на клон – Варна. Там работи до 20 септември 1997 г., когато става съсобственик на фирмата и я преименува на „Понтеа“ ООД – Варна. Заеманата от него длъжност е управител (1997 – 2003).
На 15 септември 2003 г. отново започва работа в Параходство БМФ като механик до смъртта си.
Загива на 11 ноември 2005 г. при авария на моторен кораб „Лиляна Димитрова“, на който е механик.

### Личен живот
През 1984 г. сключва граждански брак. Има две дъщери.

## Литературна дейност
В Морското училище оглавява литературният кръжок. Като курсант печели множество престижни награди.
Иван Манолов е и един от изтъкнатите варненски поети. Има множество публикации в литературните вестници и списания. През 2000 г. става член на Съюза на българските писатели. Приживе има три издадени стихосбирки. С последната си книга, „Внезапна спирачка“, през 2005 г. печели награда Варна за литература. Посмъртно е издадена „Вратата. Събрани стихотворения“ (2007).
Превеждан на руски език и публикуван в сп. „Литературная учеба“ и „Меценат и мир“.